# Martin Müürsepp
Martin Müürsepp, né le 26 septembre 1974 à Tallinn en Estonie, est un joueur puis entraîneur estonien de basket-ball. Il mesure 2,08 m et évolue au poste d'ailier fort.

## Biographie
Martin Müürsepp est sélectionné au 25e rang de la draft 1996 de la NBA par le Jazz de l'Utah. Il est immédiatement transféré au Heat de Miami contre un futur choix de draft.
Il dispute 83 matchs en NBA pour les Mavericks de Dallas et le Heat, pour des moyennes de 4,7 points, 2,2 rebonds en 11,5 minutes par match. Il est toujours le seul Estonien à avoir évolué en NBA.
Après sa carrière NBA, il passe trois saisons en Grèce, à l'Aris Salonique et à l'AEK Athènes. Il remporte la coupe Saporta en 2000 et la coupe de Grèce 2000 et 2001 avec l'AEK Athènes.
Müürsepp est finaliste de la Superligue de Russie en 2001-2002 et 2003-2004 avec UNICS Kazan et en 2002-2003 avec Ural Great Perm. 
Après une saison en Estonie, Müürsepp signe en Australie en NBL, dans l'équipe des Melbourne Tigers en août 2007. Pour cause de blessure, il quitte l'Australie en cours de saison et retourne en Estonie. En février 2008, il rejoint le BC Kalev, mais ne joue aucun match officiel. En mars 2010, Müürsepp effectue son retour avec BC Rakvere Tarvas en championnat d'Estonie.
Il est également un membre clé de l'équipe d'Estonie.